# 维尔纳·赖特雷尔
维尔纳·赖特雷尔（德語：Werner Reiterer，1968年1月27日—），澳大利亚男子田径运动员。他曾代表澳大利亚参加1986年、1990年和1994年英联邦运动会田径比赛，获得一枚金牌、一枚银牌和一枚铜牌。